# كسوف الشمس 10 مايو 2013

كسوف الحلقوي 10 مايو عام 2013م.

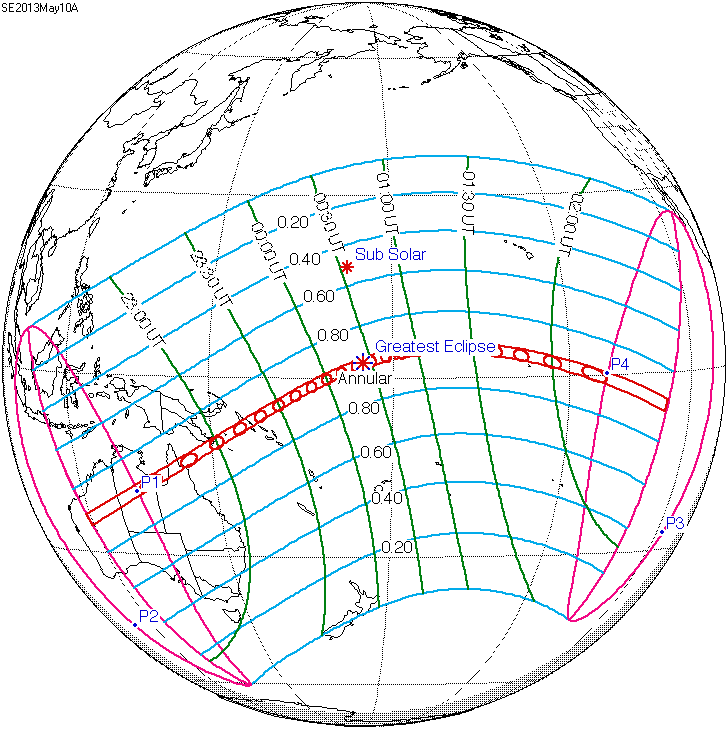
ملف كسوف الحلقوي 10 مايو 2013م

حدث كسوف الشمس الحلقي خلال يومي 9 و10 من شهر مايو عام 2013م. في المحيط الهادئ.